# Aussichtsturm Monte San Salvatore
Der Aussichtsturm Monte San Salvatore befindet sich auf dem gleichnamigen Berg in der Gemeinde Lugano im Kanton Tessin in der Schweiz.

## Situation
64 Stufen führen zur Aussichtsplattform in 12,5 Meter Höhe. Von dieser aus bietet sich eine Aussicht über den Luganersee, Lugano sowie der italienischen Exklave Campione.
Von Paradiso aus führen zwei Standseilbahnen zum Monte San Salvatore. Von der Endstation aus erreicht man den Aussichtsturm in ca. fünf Minuten.

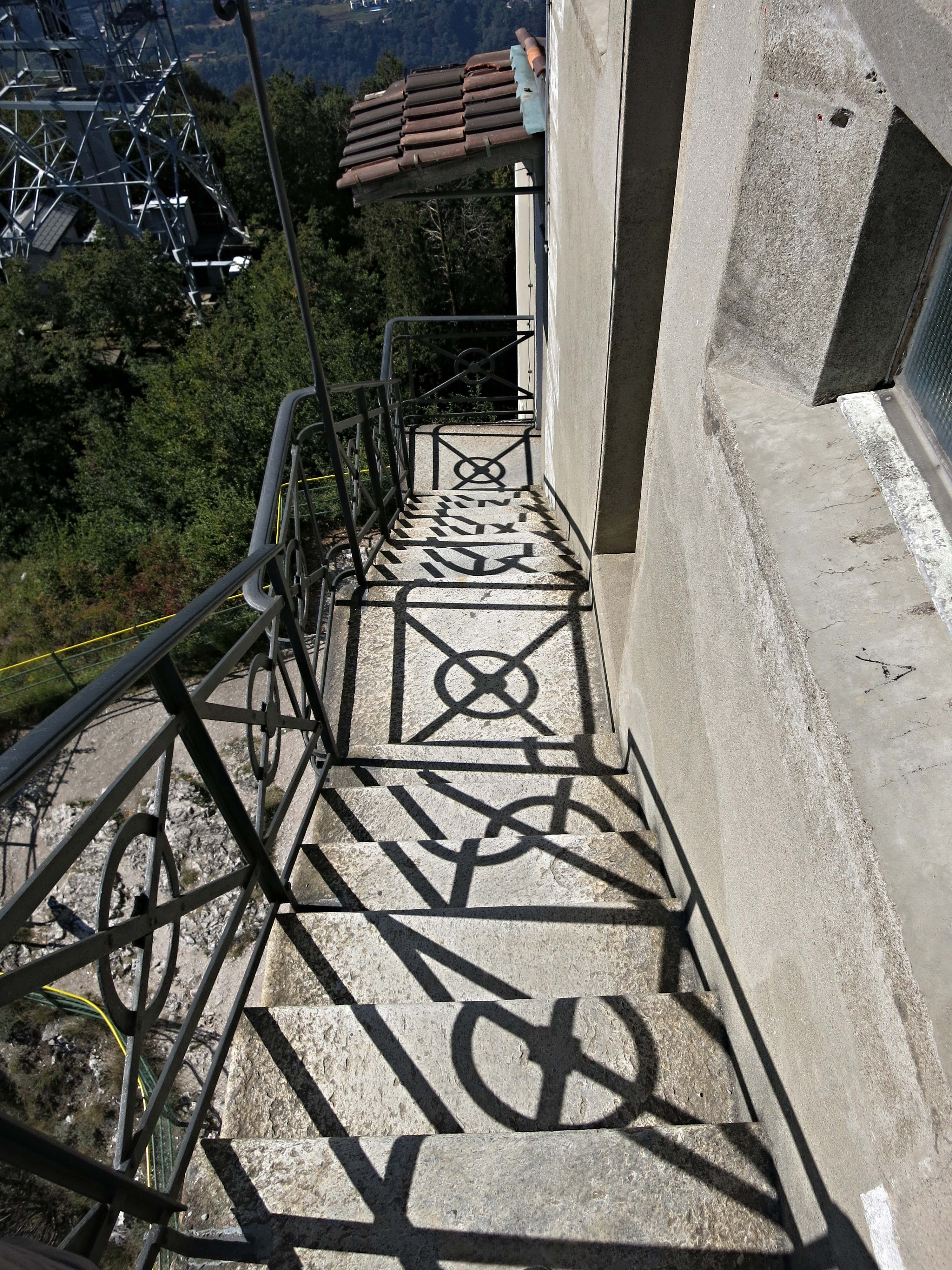
Treppen
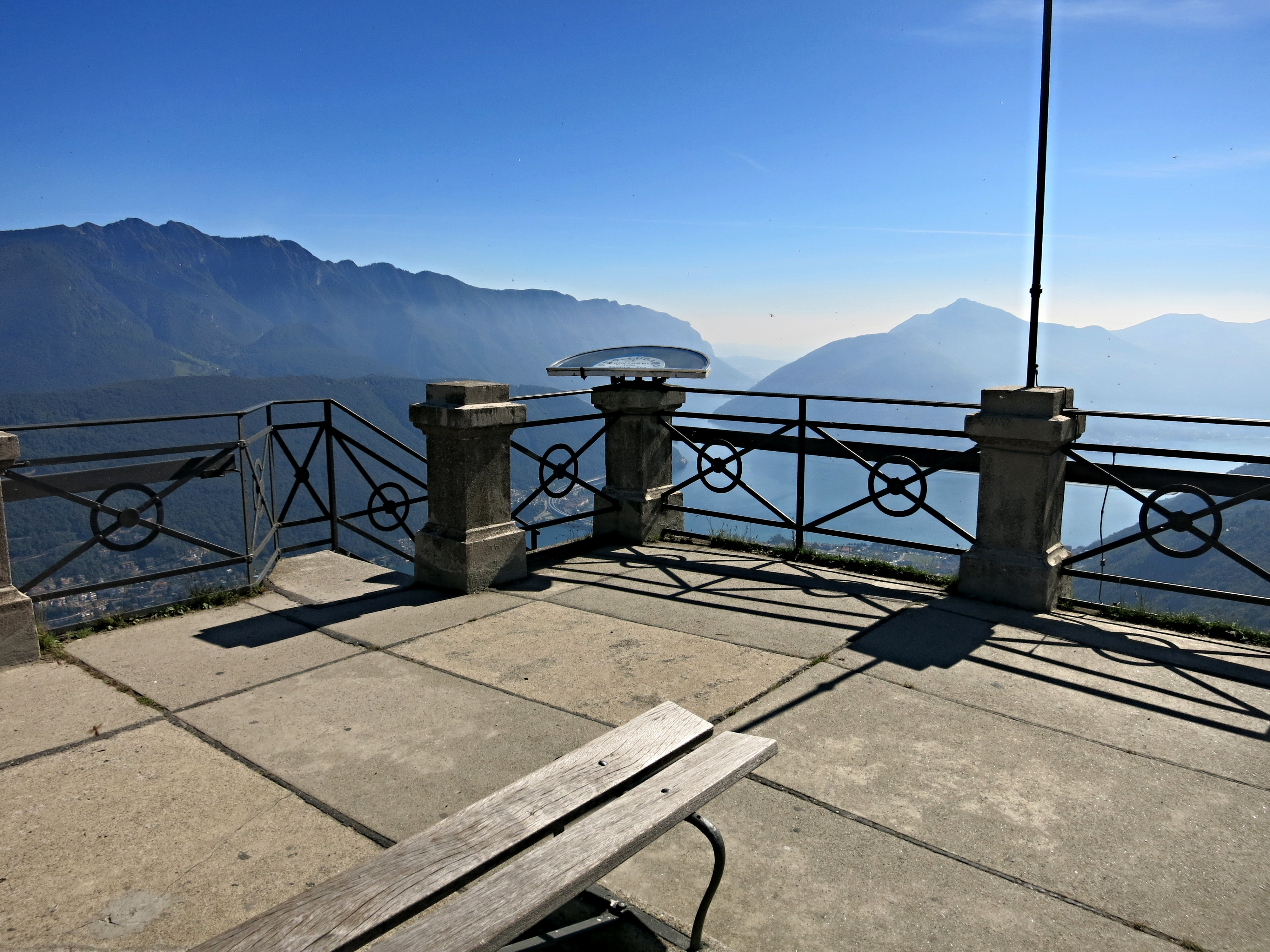
Aussichtsplattform